# یواس‌اس موهاک (وای‌تی-۱۷)
یواس‌اس موهاک (وای‌تی-۱۷) (به انگلیسی: USS Mohawk (YT-17)) یک کشتی بود که طول آن ۱۰۳ فوت ۱۰ اینچ (۳۱٫۶۵ متر) بود. این کشتی در سال ۱۸۹۳ ساخته شد.